# Bruno Tabata
Bruno Vinícius Souza Ramos (Ipatinga, 30 maart 1997), beter bekend onder de naam Bruno Tabata, is een Braziliaans profvoetballer. Hij speelt als aanvaller voor Sporting CP.

## Erelijst
| Competitie             |                 |                 |                 |                 |
| Competitie             | Aantal          | Jaren           |                 |                 |
| Portimonense SC        | Portimonense SC | Portimonense SC | Portimonense SC | Portimonense SC |
| ---------------------- | --------------- | --------------- | --------------- | --------------- |
| Kampioen Segunda Liga  | 1x              | 2016/17         |                 |                 |
| Sporting Lissabon      |                 |                 |                 |                 |
| Kampioen Primeira Liga | 1x              | 2020/21         |                 |                 |
| Taça da Liga           | 1x              | 2020/21         |                 |                 |

1 Israel ·
2 Reis ·
3 St. Juste ·
5 Morita ·
6 Debast ·
8 Gonçalves ·
9 Gyökeres ·
10 Edwards ·
11 Santos ·
13 Kovačević ·
17 Trincão ·
19 Harder ·
20 Araújo ·
21 Catamo ·
22 Fresneda ·
23 Bragança ·
25 Inácio ·
26 Diomande ·
41 Callai ·
42 Hjulmand  ·
47 Esgaio ·
57 Quenda ·
72 Quaresma ·
Coach: Amorim